# John Hauser
Pour les articles homonymes, voir Hauser.

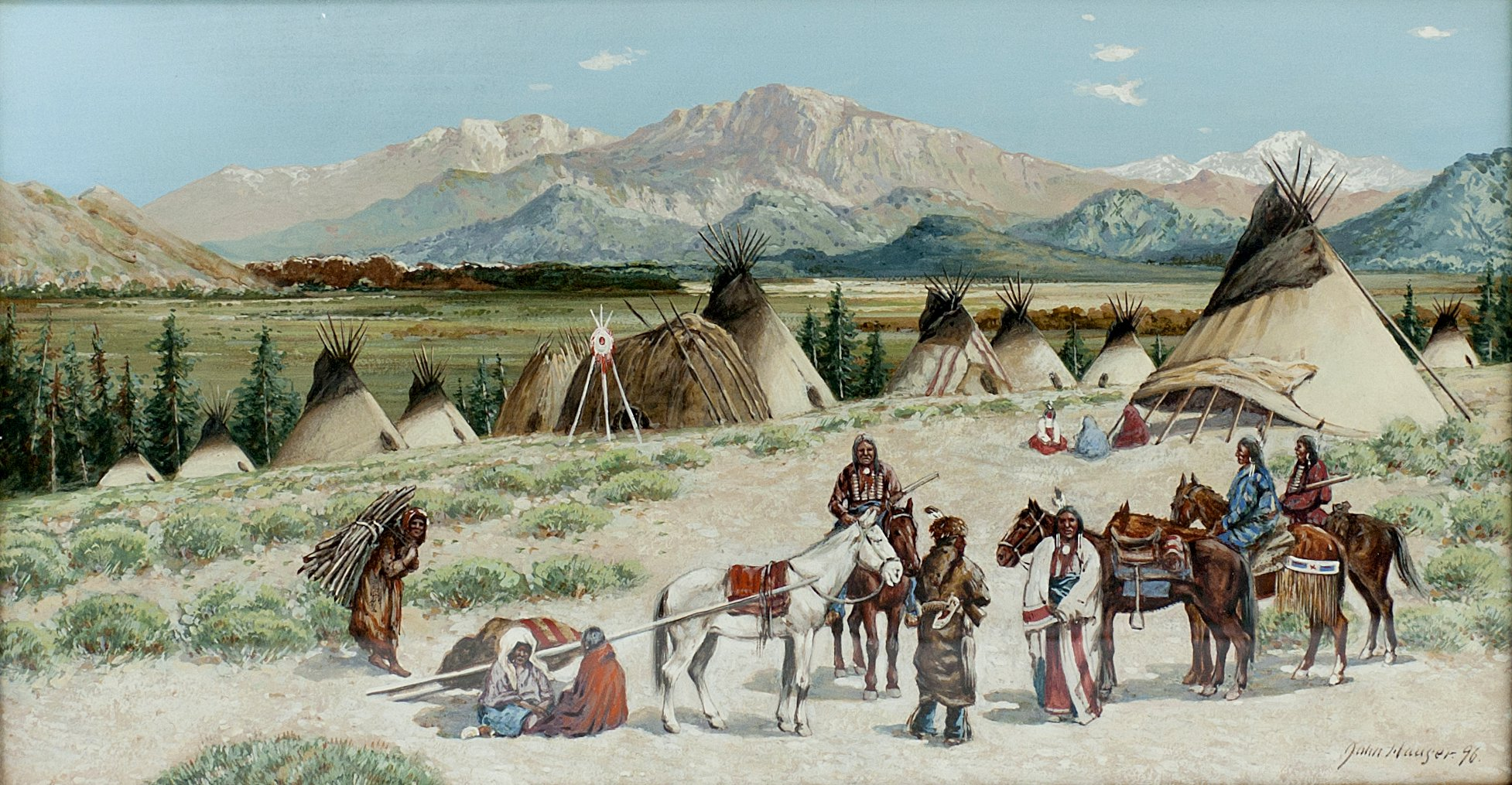
In the Foot Hills, 1896.

John Hauser, né le 30 janvier 1859 à Cincinnati et mort le 6 octobre 1913 dans la même ville, est un peintre américain surtout connu pour ses portraits d'Amérindiens et ses représentations de divers aspects de leur vie.

## Biographie
John Hauser, né à Cincinnati dans l'Ohio le 30 janvier 1859, est le fils de John et Anna (Schrenk) Hauser. Son père, un ébéniste élevé dans la Forêt-Noire à Thuningen dans le Würtemberg en Allemagne, est venu dans ce pays en 1857 et s'est installé à Cincinnati. Le fils est éduqué dans les écoles publiques de Cincinnati et développe très tôt une aptitude remarquable pour la peinture. Il étudie le dessin à l'Ohio Mechanics' Institute et à l'Art Academy of Cincinnati et, en 1873, il rejoint la McMicken Art School à Cincinnati, devenant l'élève de Thomas Satterwhite Noble. En 1880, il suit les cours de Nikólaos Gýzis à l'Académie royale des beaux-arts de Munich. De retour à Cincinnati, il enseigne le dessin dans les écoles publiques, mais en 1905, il étudie à nouveau à Munich sous la direction du professeur Gýzis et de Franz Roubaud. Il étudie également avec Zuegel à Düsseldorf, Joseph von Brandt et le professeur Elaiber à Munich, ainsi qu'à l'École des beaux-arts de Paris. À cette époque, il expose un tableau à l'Académie royale de Munich, qui lui vaut une mention honorable. En 1891, après avoir visité plusieurs centres artistiques en Europe, il retourne dans ce pays et s'intéresse aux Amérindiens d'Amérique, parcourant les réserves pueblos et apaches de l'Arizona et du Nouveau-Mexique, de Taos à Moki. Il poursuit ces études jusqu'à sa mort, il est reconnu comme l'un des plus grands peintres de la vie amérindienne en Amérique.
Il se marie le 8 juillet 1896 avec Minnie, fille de George M. Boltz, de Cincinnati.
Il contribue beaucoup à préserver, pour l'enseignement oculaire futur, les phases historiques et les caractéristiques d'un peuple en voie de disparition rapide. Des visites presque annuelles pendant deux décennies permettent de réaliser une série remarquable de portraits des chefs les plus célèbres, notamment American Horse, Red Cloud, Sitting Bull, Spotted Tail, High Horse et Lone Bear. Parmi ses plus grandes toiles, on peut citer Kicking Bear, Short Bull, Pueblo Village on the Santa Fé Trail ; Defiance of Wounded Buffalo ; The Challenge ; Camp of Little Wound et On the Cheyenne River. Voici quelques-uns de ses premiers tableaux peints en Europe : Morning Greetings, Park Ideal, The Pets, The Welcome Guest, Hans the Little Shepherd et The Ferry, Dortrecht, Holland. En 1901, il est adopté par la nation sioux et reçoit le nom de « Straight White Shield », et Mme Hauser, également adoptée par la tribu, est appelée « Bring Us Sweets ». L'année suivante, ils assistent à la célèbre danse du serpent en Arizona. En 1904, John Hauser construit un atelier unique à Clifton, Cincinnati, qui est constamment visité par des touristes intéressés par l'art américain. Il fait don au musée d'art de Cincinnati d'un grand nombre de ses trésors artistiques rares et de ses objets de curiosité provenant de l'Ouest. Sa dernière œuvre est une décoration murale et une image de la "Victoire de Perry" pour le Putin-Bay Yacht Club. Il est l'un des fondateurs du Cincinnati Art Club, membre de l'Art League, du Muenchener Kiinstler Club, du Muenchener Kunstverein et de la Garde nationale de l'Ohio. D'un tempérament doux et généreux, honorable et sincère dans toutes ses actions, toujours prêt à apporter son aide à des organisations caritatives méritantes et véritable artiste, ses amis l'appellent affectueusement « Honest John » et « Our John ». John Hauser meurt à Cincinnati le 6 octobre 1913 sans enfants.